# 勒佩格
勒佩格（法語：Le Pègue，法語發音：[lə pɛɡ]）是法国德龙省的一个市镇，属于尼永斯区。

## 地理
勒佩格（44°25'46"N, 5°3'0"E）面积11.12 平方千米，位于法国奥弗涅-罗讷-阿尔卑斯大区德龙省，该省份为法国东南部内陆省份，北起顺时针与伊泽尔省、上阿尔卑斯省、上普罗旺斯阿尔卑斯省、沃克吕兹省和阿尔代什省接壤。
与勒佩格接壤的市镇（或旧市镇、城区）包括：鲁塞莱维涅、莱河畔蒙布里松、泰西耶尔、蒙茹、罗什圣塞克雷-贝科讷。

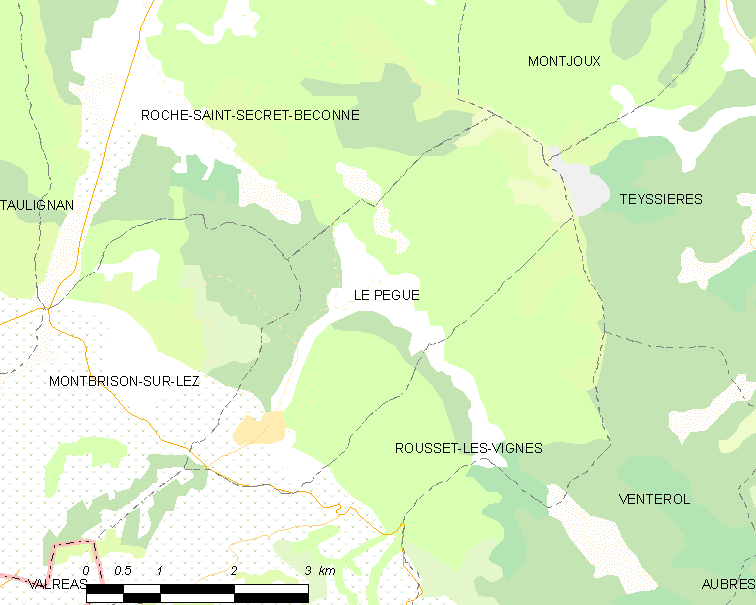
勒佩格的OSM定位图

勒佩格的时区为UTC+01:00、UTC+02:00（夏令时）。

## 行政
勒佩格的邮政编码为26770，INSEE市镇编码为26226。

## 政治
勒佩格所属的省级选区为格里尼昂县。

## 人口

1962-2008年间勒佩格人口变化图示

勒佩格于2022年1月1日时的人口数量为363人。